# Sussex

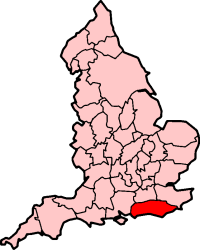
O condado histórico de Sussex

O Sussex é um dos condados históricos da Inglaterra, correspondendo sensivelmente à área do antigo reino anglo-saxão do mesmo nome. Seu nome deriva do inglês antigo Sūþsēaxe (South Saxons) que significa saxões do sul. Foi um dos 7 reinos formadores da Heptarquia, nome dado ao conjunto de reinos que foi formado por invasores anglos, saxões e jutos que invadiram a ilha após a saída do Império Romano no século V.
Faz fronteira a nordeste com o condado de Kent, ao norte com o condado de Surrey, a oeste com o condado de Hampshire e ao sul com o Canal da Mancha. Actualmente, para efeitos administrativos, está dividido nas regiões de West Sussex (Sussex Ocidental) e East Sussex (Sussex Oriental) e ainda a cidade de Brighton e Hove, elevada a esse estatuto somente em 2000 (até então, a única cidade do Sussex havia sido Chichester). A capital histórica do condado é a vila de Lewes.

## Principais vilas e cidades
- Arundel (West Sussex)
- Battle (East Sussex)
- Bognor Regis (West Sussex)
- Bexhill-on-Sea (East Sussex)
- Brighton e Hove (lar da Universidade de Brighton e Universidade de Sussex) (East Sussex)
- Burgess Hill (West Sussex)
- Chichester (lar da Universidade de Chichester) (West Sussex)
- Crawley (West Sussex)
- Crowborough (East Sussex)
- Eastbourne (East Sussex)
- East Grinstead (West Sussex)
- Hailsham (East Sussex)
- Hastings (East Sussex)
- Haywards Heath (West Sussex)
- Heathfield (East Sussex)
- Horsham (West Sussex)
- Hove (East Sussex)
- Lancing (West Sussex)
- Lewes (East Sussex)
- Littlehampton (lar da The Body Shop) (West Sussex)
- Midhurst (West Sussex)
- Petworth (West Sussex)
- Rye (East Sussex)
- Selsey (West Sussex)
- Uckfield (East Sussex)
- Worthing (West Sussex)